# Bistonina
Bistonina là một chi bướm ngày thuộc họ Lycaenidae.